# Eugène Poilane
Eugène Poilane (né le 16 mars 1888 à Saint-Sauveur-de-Landemont dans le département français de Maine-et-Loire, et mort le 20 avril 1964 à Khe Sanh dans la province de Quảng Trị au Vietnam) est un militaire français, prospecteur naturaliste, récolteur de plantes et arboriculteur.

## Biographie
Eugène Poilane est né dans une modeste famille de paysans, le 16 mars 1888 à Saint-Sauveur-de-Landemont, dans le département français de Maine-et-Loire. Orphelin de mère à l'âge de10 ans, il est très peu scolarisé et travaille à la ferme avec son père avant d'entrer comme domestique dans une autre exploitation. Son père meurt lorsqu'il a 16 ans.
À 19 ans, il s'engage dans l'artillerie coloniale à Toulon et 1909 il est envoyé en Cochinchine. En 1918, à Saïgon, il rencontre Auguste Chevalier et cette rencontre sera déterminante pour la suite de sa carrière. En effet, le grand botaniste français est séduit par ce simple caporal, presque illettré, employé à l'Arsenal de la Marine, qui l'interroge sur l'apiculture et les productions naturelles de la colonie. Il parvient à faire affecter Poilane à l'institut scientifique de Saïgon et l'initie au travail de terrain et à la récolte de spécimens botaniques. En 1922, à son initiative, Poilane entre au service forestier de l'Indochine avec comme mission la récolte de spécimens pour préparer la Flore générale de l'Indochine. Retraité de l'armée en 1923, avec le grade de maréchal des logis, Poilane décide de rester en Indochine et s'installe, en 1926, comme planteur de café au lieu-dit Khe Sanh dont il avait apprécié la végétation luxuriante à son premier passage en 1918, et dont il trouvait le sol rouge aussi fin que celui de la Toscane. En 1928, il devient correspondant du Muséum national d'histoire naturelle de Paris.
Entre 1918 et 1942, Poilane parcourt la Cochinchine, le Cambodge, l'Annam, le Laos, le Tonkin, de la pointe de Cà Mau jusqu'aux frontières de la Chine, la Birmanie et du Siam, il se rend de Lao Kay au Mékong en longeant la frontière chinoise et escalade le Fan Si Pan,.
En avril 1964, Eugène Poilane meurt « dans une embuscade tendue par des éléments vietcong alors qu'il circulait en voiture sur la route de Lao-Bao à Quang Tri ».

## Œuvres
- Eugène Poilane, « Une légumineuse fourragère à propager : le chon trau (Bauhinia) », Bulletin économique de l'Indochine, vol. 36, no 1,‎ 1933, p. 176-178 (lire en ligne).
- Eugène Poilane, « Note sur les abeilles d'Indochine », Chambre d'agriculture de Cochinchine, no 254,‎ 1933, p. 4-5.
- B. Joyeux, F. Guichard et Eugène Poilane, « L'Hymenodictyon excelsum velutinum », Bulletin économique de l'Indochine, no 10,‎ 1936, p. 751-757.
- Eugène Poilane, « I. L'Eupatorium odoratum et d'autres plantes de couverture en Indochine. II. La culture du Coffea excelsa dans les montagnes du Laos. III. Fourrages pour pays tropicaux », Revue internationale de botanique appliquée et d'agriculture tropicale, vol. 32,‎ 1952, p. 496-497.

Plusieurs textes d'Eugène Poilane ont été remaniés et publiés par Auguste Chevalier, avec l'indication « d'après Poilane » :
- « Note sur les régions montagneuses du nord Annam », Bulletin agricole de l'Institut scientifique de Saigon, vol. 3, no 6,‎ 1921, p. 189-193.
- « Les Cycas d'Indochine », Revue de botanique appliquée et d'agriculture coloniale, vol. 4,‎ 1924, p. 472-474.
- « Notes sur les abeilles et l'apiculture en Indochine », Revue de botanique appliquée et d'agriculture coloniale, vol. 13, no 146,‎ 1933, p. 808-811.
- « Les possibilités de l'Indochine du Nord en cultures fruitières », Revue de botanique appliquée et d'agriculture coloniale, vol. 22, no 251,‎ 1942, p. 363-391 (lire en ligne).

Poilane a aussi laissé un manuscrit qui fut publié en trois parties après sa mort par René Dumont :
- « Les arbres fruitiers d'Indochine », Journal d'agriculture tropicale et de botanique appliquée, vol. 12, nos 6-8,‎ 1965, p. 235-25 (lire en ligne).
- « Les arbres fruitiers d'Indochine (suite) », Journal d'agriculture tropicale et de botanique appliquée, vol. 12, nos 9-10,‎ 1965, p. 438-453 (lire en ligne).
- « Les arbres fruitiers d'Indochine (fin) », Journal d'agriculture tropicale et de botanique appliquée, vol. 12, no 11,‎ 1965, p. 527-549 (lire en ligne).

Son œuvre majeure est son herbier qui compte plus de 36 000 numéros conservés au Muséum national d'histoire naturelle à Paris , totalisant quelque 120 000 spécimens si l'on y ajoute les nombreux doubles distribués dans les grands herbiers du monde entier. L'herbier d'Eugène Poilane constitue le matériel de base de la Flore générale de l'Indochine publiée par Lecomte, Humbert et Gagnepain entre 1907 et 1951.

## Famille
Eugène Poilane a eu dix enfants, dont cinq alors qu'il avait plus de 60 ans.

## Hommages
Quatre genres, Poilania (Asteraceae), Poilanedora (en) (Capparaceae), Poilannammia (en) (Melastomataceae)  et Poilaniella (en) (Euphorbiaceae) et plus de 100 espèces de plantes, notamment asiatiques, portant l'épithète poilanei, ou plus rarement poilaneana, commémorent son nom, ainsi que deux espèces de sauriens, Leptoseps poilani et Pseudocalotes poilani, et un oiseau, Gecinulus grantia poilanei, sous-espèce du Pic grantia.